# Ernest Alfred Thompson Wallis Budge
Sir Ernest Alfred Thompson Wallis Budge (couramment E. A. Wallis Budge), né le 27 juillet 1857 à Bodmin (Cornouailles, Angleterre) et décédé le 23 novembre 1934 à Londres, est un égyptologue et orientaliste anglais qui a travaillé pour le British Museum à partir de 1883. 
Il est surtout connu pour avoir translittéré le livre des morts du papyrus d'Ani, que l'on trouve désormais sous la plume d'une pléiade d'auteurs ainsi que sur de nombreux sites internet, dont le Projet Gutenberg, où il est disponible au téléchargement.
Il a aussi traduit le Kebra Nagast du ge'ez.
On lui crédite la publication de plus de cent-quarante titres dont les premiers sont cités ci-dessous. Les éditions Dover Publications Inc, New York. ont entrepris, depuis les années 1960, la réédition de ses œuvres, désormais publiques.
Il a été fait chevalier le 1er janvier 1920.

## Publications
- 1885 : The Sarcophagus of Anchnesraneferab queen of Ahmes II, king of Egypt about BC 564-526, Whiting, Londres
- 1894 : The Mummy, University press, Cambridge
- 1895 : The book of the dead, the papyrus of Ani in the British Museum, Londres
- 1896 : Some account of the collection of egyptian antiquities in the possession of lady Meux, Harrison, Londres
- 1893 : The Book of Governors: The Historia Monastica of Thomas, Bishop of Margâ, A. D. 840
- 1895 : The Book of the Dead: The Papyrus of Ani in the British Museum ; the Egyptian Text with Interlinear Transliteration and Translation, a Running Translation, Introduction, etc., British Museum, Londres
- 1904 : The Gods of the Egyptians, or, Studies in Egyptian Mythology, Methuen & Co. ltd., Londres
- 1905 : The Egyptian Heaven and Hell, Kegan Paul, Trench, Trübner & Company, Limited, Londres
- 1908 : The Book of the Kings of Egypt, or, The Ka, Nebti, Horus, Suten Bȧt, and Rā Names of the Pharaohs with Transliterations, from Menes, the First Dynastic King of Egypt, to the Emperor Decius, with Chapters on the Royal Names, Chronology, etc., Kegan Paul, Trench, Trübner & Company, Limited., Londres
- 1911 : Osiris and the Egyptian Resurrection, Illustrated after Drawings from Egyptian Papyri and Monuments, P. L. Warner, Londres
- 1914 : The Literature of the Ancient Egyptians, J.M. Dent and sons, Londres
- 1920 : An Egyptian Hieroglyphic Dictionary, With an Index of English Words, King List and Geographical List with Index, List of Hieroglyphic Characters, Coptic and Semitic Alphabets, etc., John Murray, Londres
- 1920 : By Nile and Tigris : a narrative of journeys in Egypt and Mesopotamia on behalf of the British Museum between the years 1886 and 1913., John Murray, Londres, 2 vol.
- 1923 : Tutankhamen, amenism, atenism and egyptian monotheism with hieroglyphic texts of hymns to Amen and Aten, Londres
- 1925 : The Mummy: A Handbook of Egyptian Funerary Archaeology, Cambridge University Press
- 1926 : Cleopatra's Needles and Other Egyptian Obelisks, The Religious Tract Society, Londres